# جان کاکاواس
جان کاکاواس (انگلیسی: John Cacavas؛ ۱۳ اوت ۱۹۳۰ – ۲۸ ژانویه ۲۰۱۴) آهنگساز و رهبر ارکستر اهل ایالات متحده آمریکا بود.
پدر او از مهاجران یونانی به آمریکا و خودش زادهٔ شهرِ ابردین و دانش‌آموختهٔ دانشگاه نورت‌وسترن بود.
از فیلم‌ها یا مجموعه‌های تلویزیونی که وی در آن‌ها نقش داشته است، می‌توان به فرودگاه ۱۹۷۵، کوجک و هاوایی فایو-او اشاره نمود.